# Jaime Portillo
Jaime Rafael Portillo, né le 18 septembre 1947 au Salvador, est un joueur de football international salvadorien, qui évoluait au poste d'attaquant.

## Biographie

### Carrière en sélection
Avec l'équipe du Salvador, il joue entre 1970 et 1972. 
Il figure dans le groupe des sélectionnés lors de la Coupe du monde de 1970. Lors du mondial organisé au Mexique, il joue un match contre l'Union soviétique.

## Palmarès
Alianza
- Championnat du Salvador :
  - Vice-champion : 1973.